# 军事组织 (保加利亚)
军事组织是保加利亚共产党领导的准军事组织，存在于1920年—1925年。
该组织是在1919年—1920年的运输罢工事件后成立的。尽管罢工被保加利亚农民联盟政府及其下属的橙色卫队镇压，保加利亚共产党领导层决定采取措施，将其成员武装起来，以应对可能对农业联盟政府的新一轮镇压。
该组织由以下几个部分组成：组织动员、作战、军队工作、武器装备和情报。它根据地区、区和县进行构建。其活动使用由五至六人组成的小型作战小组——“五人组”和“六人组”，成员均为最有经验且能够使用武器的共产党人。许多秘密小组被警方揭露，导致了大规模逮捕，包括一些佩尔尼克矿区知名官员的逮捕。政府无法在所有地方追捕保共的作战小组，于是决定从民主联盟的政治圈子中招募人士，组建特别小组，对付保共的作战小组。
该组织积极参与了1923年九月起义的准备和发动。由于其大部分活动人士的牺牲，起义失败后，军事组织被极左派控制，退役上校科斯塔·扬科夫成为其领导人。该组织逐渐演变为一个宗派组织，并于1925年4月在圣内德利娅教堂发动袭击。由于政府在袭击后的镇压行动，该组织几乎被彻底消灭，最终停止活动。